# A.N.I.M.A.L.
A.N.I.M.A.L. (acrònim en castellà Acosados Nuestros Indios Murieron Al Luchar i de vegades estilitzat com «AxNxIxMxAxL») és una banda de heavy metal argentí, activa des de 1991, amb un període d'inactivitat entre 2006 i 2015. Aquest «power trio» va ser fundat per Andrés Giménez a la guitarra i la veu, Marcelo Corvalán al baix i Martín Carrizo a la bateria. Des de 1999 la banda està composta per: Andrés Giménez, Cristian «Titi» Lapolla i Marcelo Castro.
La banda va ser molt activa a mitjan i final dels anys 1990 i va recórrer nombrosos països d'Hispanoamèrica, Estats Units i Europa. Van ser teloners de Bad Religion, Biohazard, Pantera (en dues ocasions) i Suicidal Tendencies.

## Història

### Inicis
Va ser creada l'any 1991 pel cantant i guitarrista Andrés Giménez juntament amb «El Polonès» Zelazek (ex Los Violadores) (baix i cors) i Aníbal Alo (bateria), tot i que aviat Zelazek seria reemplaçat per Marcelo Corvalán. Al principi es van anomenar «Animal», però per problemes legals amb el registre intel·lectual de marques van haver de convertir-ho a A.N.I.M.A.L. que eren les sigles de «Assetjats els nostres indis van morir lluitant». L'elecció del nou nom no va ser casual, i amb el temps la banda va començar a abordar el tema de la matança de pobles indígenes en diverses cançons, com «Sólo por ser indios», «Guerra de razas», «Poder latino» i «Raza castigada».

### A.N.I.M.A.L. (1993) iFin de un mundo enfermo(1994)
El 1993 editen el seu disc debut, titulat com la banda Acosados Nuestros Indios Murieron Al Luchar. Es caracteritza per un so diferent als discs que vindrien després, més proper al heavy metal i al thrash metal clàssic. Segons declaracions del grup el 1992ː «musicalment tenim una mica de Motorhead o de la primera època d'AC/DC».
El segon àlbum d'estudi de la banda va ser Fin de un mundo enfermo que va sortir el 1994 ja amb la incorporació del bateria i percussionista Martín Carrizo. Musicalment segueix en la línia del primer, alhora que incorpora influències de Biohazard, Sepultura i Pantera; les lletres reflecteixen la realitat, mantenint un missatge apocalíptic, acompanyat d'un so malenconiós i pesat.

### El nuevo camino del hombre (1996)
Recentment amb el disc El nuevo camino del hombre el 1996, A.N.I.M.A.L. aconsegueix un so madur que es convertiria en la seva marca característicaː una mescla de hardcore, metal i tocs hispans. També va significar una millora en la qualitat d'enregistrament i masterització, realitzat íntegrament als Estats Units sota la tutela tècnica i artística de Mario Altamirano com a coproductor, igual que en els primers dos àlbums d'estudi.
Aquest disc conté temes com el que li dona nom a la placa, «Guerra de razas» i «Lejos de casa».
A l'any següent, a l'octubre de 1997 van participar del concert en homenatge als vint anys de les Madres de Plaza de Mayo. També a l'octubre de 1997 es produeix l'allunyament de Martín Carrizo del grup.

### Poder Latino(1998)
El 1998 el seu àlbum Poder Latino va ser produït per Max Cavalera, exlíder i fundador de la banda brasilera de thrash metall Sepultura i actualment capdavantera de Soulfly i Cavalera Conspiracy. Per a aquest disc, i atès que la banda recentment acabava d'incorporar a Andrés Vilanova a la bateria, es va convidar a Jimmy DeGrasso (de Megadeth i Suicidal Tendencies) com a músic de sessió.
Entre les 14 cançons es destaquen «Milagro» i «Cinco siglos igual». En aquest àlbum es poden notar influències properes al nu metall, fins i tot amb cançons que s'acosten al hip-hop, com és «Loco Pro».

### Usa toda tu fuerza(1999) i canvis en la formació
El 1999, A.N.I.M.A.L. llança el que seria el seu cinquè disc d'estudi i l'últim amb la presència de Marcelo Corvalán i Andrés Vilanova, els qui van deixar la banda a mitjan any 2000. L'àlbum va ser titulat Usa toda tu fuerza i va comptar amb la col·laboració de Lemmy Kilmister de Motörhead, fent la versió d'AC/DC «Highway to Hell». Amb aquest disc van aconseguir formar part del Watcha Tour i Warped Tour a EUA aconseguint convertir-se en la primera banda de metal argentí a fer gira de gran escala en terra nord-americà.

### Animal 6(2001),Combativo(2004) i separació de la banda
L'àlbum Animal 6, editat el 2001, va comptar amb la participació del bateria Marcelo Castro i el baixista Christian «Titi» Lapolla. Aquest disc presenta alguns canvis en el so de la banda amb la inclusió d'efectes electrònics.
A principis del 2004 torna a la banda Martín Carrizo, torna per enregistrar el que és l'últim disc del power trio, Combativo. Aquest disc retorna a l'estil més conegut de la banda, però a més experimenta amb un so més modern i amb balades, com «Real» i «Huellas de mi destino».
La banda va anunciar la seva dissolució al febrer de 2006, amb un comunicat en el seu web oficial, encara que les raons no van estar del tot clares. En aquest llavors cada integrant es va dedicar a altres projectes musicals.

### Retorn (2015)
El 2 de març de 2015 van tornar a reunir-se amb la formació composta per Andrés Giménez, Cristian Lapolla i Marcelo Castro. El 29 de maig de 2015 es van presentar al Teatre Vorterix com el seu primer concert de retorn després de 10 anys. Després van realitzar una gira per Sud-amèrica que els va portar per Veneçuela (Gillmanfest) al juny i l'Equador (QuitoFest) a l'agost.
El 2016 van treure l'àlbum Vivo en Red House, amb 16 cançons enregistrades en viu i altres quatre temes inèdits a l'estudi El Pie. Van presentar-lo el 21 d'octubre a El Teatro de Flores. Al maig de 2017 van tocar com a teloners de Slayer a Santiago de Xile.
Després de dos anys del retorn, la banda treu un nou senzill «Nuestro estilo». E 30 de novembre de 2018 llancen l'àlbum Una razón para seguir, amb nou cançons inèdites.

## Membres

### Formació actual
- Andrés Giménez: veu, guitarra (1991—2006), (2015-present)
- Cristian Lapolla: baix, veu (2000—2006), (2015-present)
- Marcelo Castro: bateria (2000—2002), (2015-present)

### Anteriors
- Robert «Polonès» Zelasek: baix (1991—1992)
- Claudio Cardaci: bateria (1991)
- Aníbal Alo: bateria (1992—1993)
- Javier Daurat: bateria (1993, 2002—2003)
- Martín Carrizo: bateria (1994—1997, 2004—2006)
- Andrés Vilanova: bateria (1997—2000)
- Marcelo «Corvata» Corvalán: baix i veu (1992—2000)
- Hernán Cotelo: baix
- Jimmy DeGrasso: bateria

## Discografia

### Àlbums
- - 1993 - Acosados Nuestros Indios Murieron Al Luchar
  - 1994 - Fin de un mundo enfermo
  - 1996 - El nuevo camino del hombre
  - 1998 - Poder Latino
  - 1999 - Usa toda tu fuerza
  - 2001 - Animal 6
  - 2004 - Combativo
  - 2018 - Una razón para seguir

### En directe
- 2016 - Vivo En Red House - Live Album

### Compilats
- 2014 - Antologia 1996-2001

### Senzills
- 2016 - Vida
- 2018 - Nuestro Estilo